# كيميري
كيميري Ķemeri  هو حي من مدينة يورمالا في لاتفيا يقع على بعد حوالي 44 كم من العاصمة ريغا. وكانت كيميري من عام 1928 إلى عام 1959 مدينة منفصلة، تشتهر بحمامات الطين العلاجية والفنادق الفاخرة. ويعيش هناك حوالي 2200 نسمة.

## تاريخ

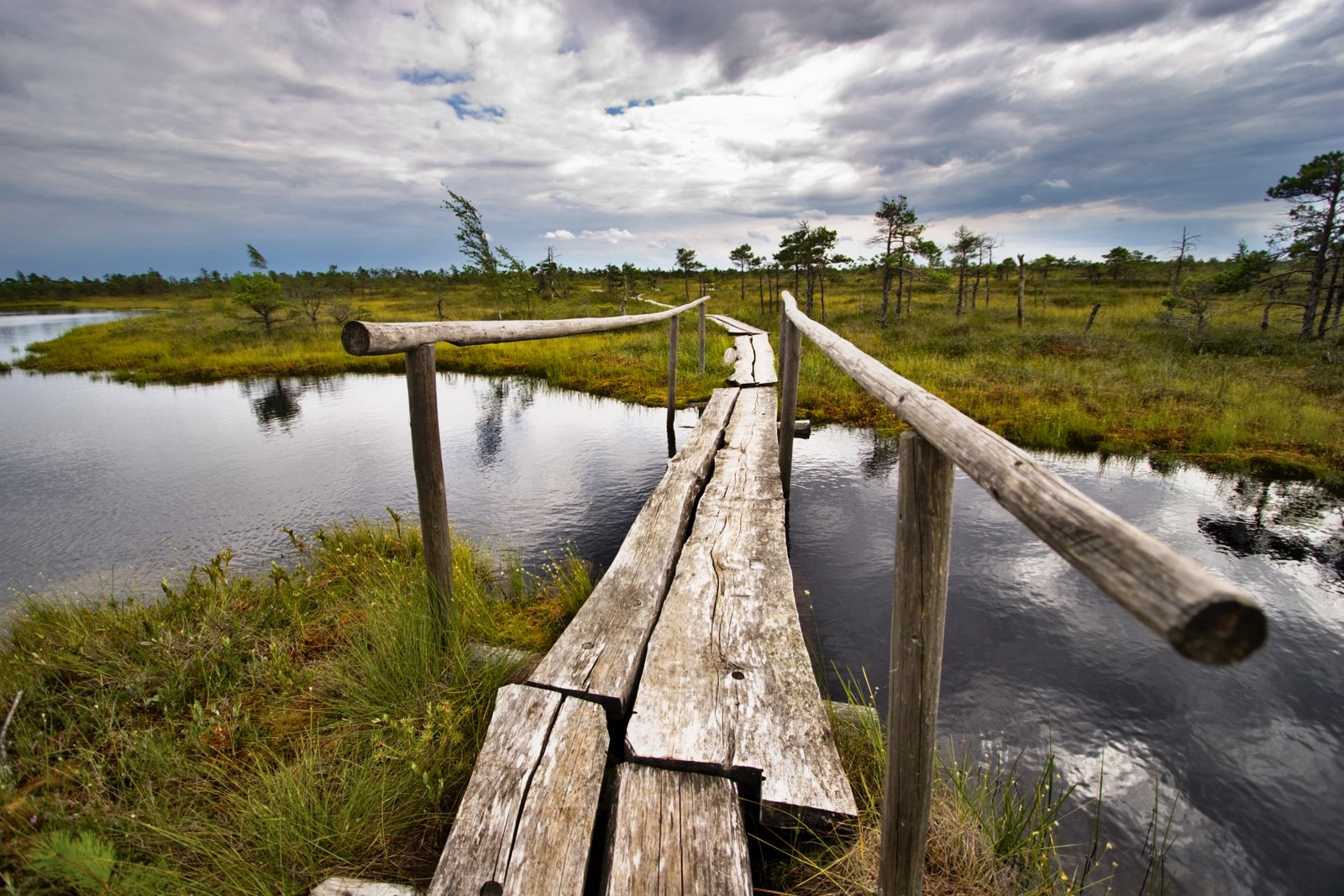
حديقة مستنقع كيميري الكبيرة الوطنية

ظهر اسم كيميري لأول مرة في المصادر المكتوبة بعد تأسيس دوقية كورلاند في عام 1561. وتشير الأدلة الموثقة إلى أن ينابيع كيميري أصبحت معروفة لأول مرة بخصائصها العلاجية في عام 1796، وتم إجراء أول تحليل كيميائي لمياه الينابيع في عام 1818. وبدأ سكان بلدة سلوكا القريبة في بناء منازل للمرضى. وفي عام 1825، تم بناء أول مبنى عام لضيوف المنتجع الصحي. وتأسس منتجع كيميرن Bad Kemmern كمنتجع في عام 1838، عندما أعطى الإمبراطور الروسي نيكولاس الأول هذه الأرض لبناء أول حمام بالمياه المعدنية. ومنذ ذلك الحين فصاعدًا، بدأ الناس يأتون إلى هنا لتلقي العلاج. وتأسست محطة سكة حديد كيميري في عام 1877.
أصبح منتجع كيميري مشهورًا في الإمبراطورية الروسية. وفي عام 1912، تم إنشاء خط سكة حديد مباشر بين كيميري وموسكو. وتم توفير الاتصال بشاطئ ياونكيميري Jaunķemeri بواسطة الترام الكهربائي.وتوافرت علاجات أمراض الأعصاب وكذلك أمراض المفاصل والعظام والعضلات في المنتجع. كما تم إجراء المعالجة بالمياه الكبريتية وحمامات الطين. ووصل العدد السنوي لزوار المنتجع إلى 8300 زائر. وأثناء الحرب العالمية الأولى، كانت المعارك بين القوات الألمانية والروسية التي استمرت عدة سنوات على بعد أميال قليلة من كيميري. وتدمر المنتجع وتدمرت محطة القطار.
حاولت جمهورية لاتفيا المنشأة حديثًا استعادة مجد كيميري السابق. وفي عام 1924، تم بناء مرفق استحمام خاص لحمامات الطين المجهزة بتغذية ميكانيكية من الطين الساخن وضخ الطين المستخدم إلى المستنقع. وفي عام 1929، تم بناء برج مياه يبلغ ارتفاعه 42 مترًا مع منصة لمشاهدة معالم المدينة في الأعلى بالقرب من مرفق الاستحمام. ويحتوي الفندق المسمى وايت سيب "White Ship"، على أكثر من 100 غرفة تم تصميمها وبناؤها معًا من قبل المهندس المعماري اللاتفي الشهير إيزنس لاوبي وكبير الأطباء في فندق سبا هوتل ومديره الدكتور يانيس ليبيتيس. وافتتح الفندق للضيوف في عام 1936. وأدار الدكتور يانيس ليبيتيس مجمع كيميري من عام 1928 إلى عام 1944 حيث طلب لاحقًا اللجوء في السويد.
وفي عام 1997، تم إنشاء حديقة كيميري الوطنية.
في عام 1998، تم شراء المصحة، بعد سنوات من الهجر بعد انهيار الاتحاد السوفيتي، من قبل شركة أوميناسيس إيطاليا وتم تجديدها وفقًا لمشروع المهندس المعماري سيزار ستيفانو برناردينيلي.  

## روابط خارجية
- التاريخ الثقافي وصور كيميري نسخة محفوظة 30 أكتوبر 2008 على موقع واي باك مشين.